# Dodge Wayfarer

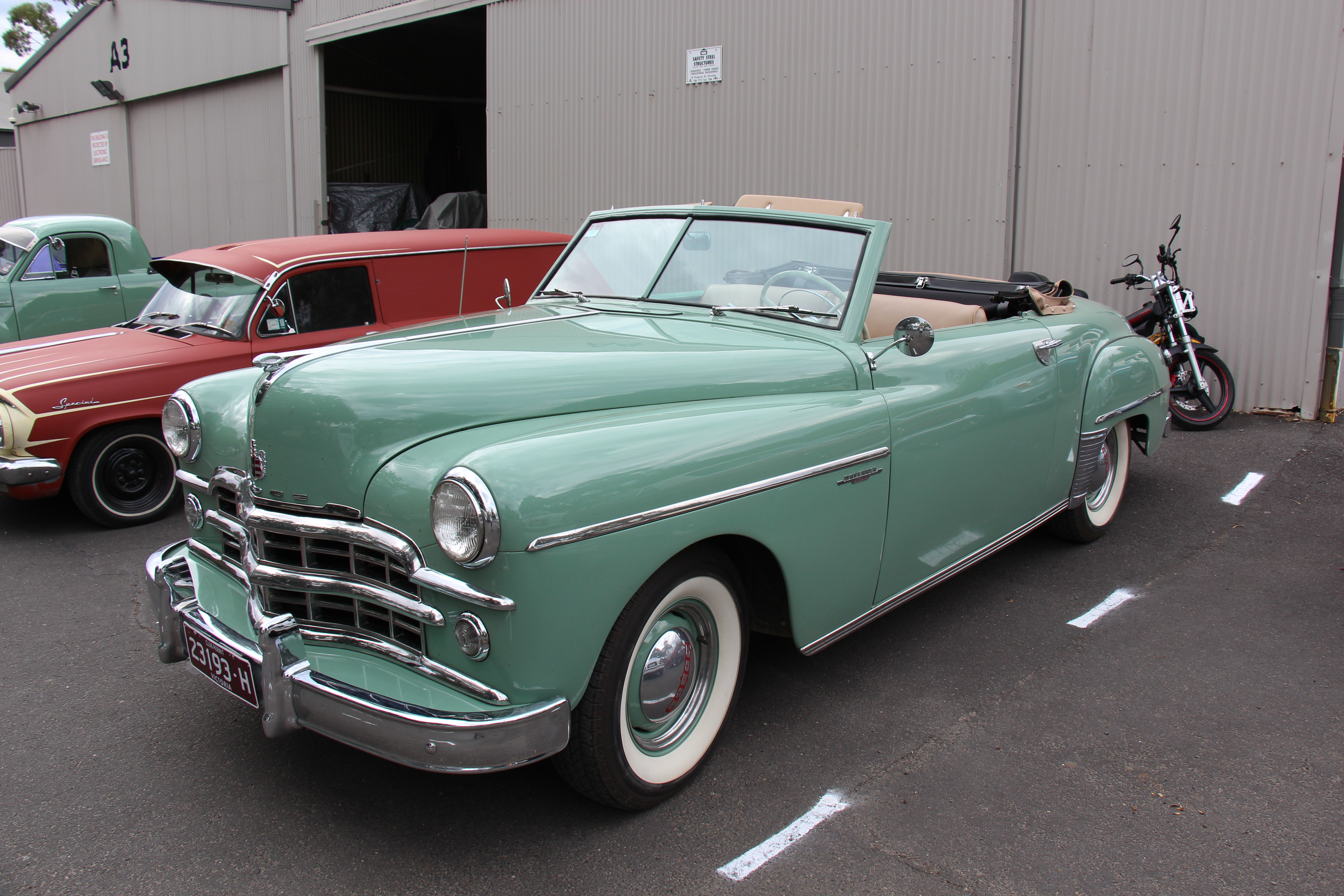
Dodge Wayfarer roadster en 1949

La Dodge Wayfarer est une automobile produite par Dodge de février 1949 à 1952. Elle a été abandonnée sans remplaçante aux États-Unis, bien que la série Kingsway soit restée disponible sur les marchés d'exportation. Le Wayfarer a été le premier véritable roadster construit par les Big Three depuis les années 1930. Cependant, le concept du roadster a rapidement été modifié pour devenir le Sportabout plus luxueux, car les acheteurs de voitures d'après-guerre exigeaient des niveaux de confort plus élevés. 9 325 roadsters et Sportabout ont été construits, sur un total de 217 623 Wayfarer de tous styles de carrosserie.

## 1949
Les " vraies " Dodge de 1949 ont été introduites en février 1949, après une longue production des modèles de l'année 1948. La Wayfarer (connue sous le nom de code D-29), en plus de son empattement plus court, partageait un design conjoint avec les nouveaux produits Chrysler de 1949. Bien que très améliorée par rapport aux Dodges précédentes, la Wayfarer devait encore se passer de fonctionnalités telles qu'un amortisseur de vilebrequin, le nouveau filtre à huile Micronic, un distributeur résistant aux éclaboussures et des garnitures de frein sans rivets. Les essuie-glaces étaient actionnés par le vide plutôt qu'électriques et seule la porte de droite recevait un verrou extérieur - le roadster n'en recevant aucun. La Wayfarer est arrivée avec trois styles de carrosserie différents : une berline deux portes, un coupé d'affaires deux portes et un roadster deux portes (qui n'est entré en production qu'en mai). Le coupé d'affaires partageait sa carrosserie avec la version Plymouth du coupé d'affaires, mais la Wayfarer avait des pressages uniques.
Le roadster avait des vitres latérales amovibles en plastique au lieu d'unités rabattables et un toit court qui éliminait le besoin de vitres arrière. Des fenêtres de ventilation permanentes et pivotantes étaient disponibles en option. Cependant, la réglementation californienne sur la signalisation manuelle signifiait que des fenêtres déroulantes devaient rapidement être ajoutées et réinstallées sur les véhicules du marché californien. Cela s'est produit en septembre, après quoi les fenêtres déroulantes sont devenues une option supprimable rarement sélectionnée. Un roadster avec un siège de coffre a même été testé (avec un couvercle de coffre à charnière inférieure), mais l'ouverture aurait dû être déplacée et le coût de l'outillage pour une telle option signifiait qu'elle a été rapidement abandonnée.
La production de 1949 s'élevait à 63 816, soit 25 % du nombre total de Dodge. Parmi eux, 49 054 étaient des berlines, 9 342 étaient des coupés et 5 420 étaient des roadsters.

## 1950

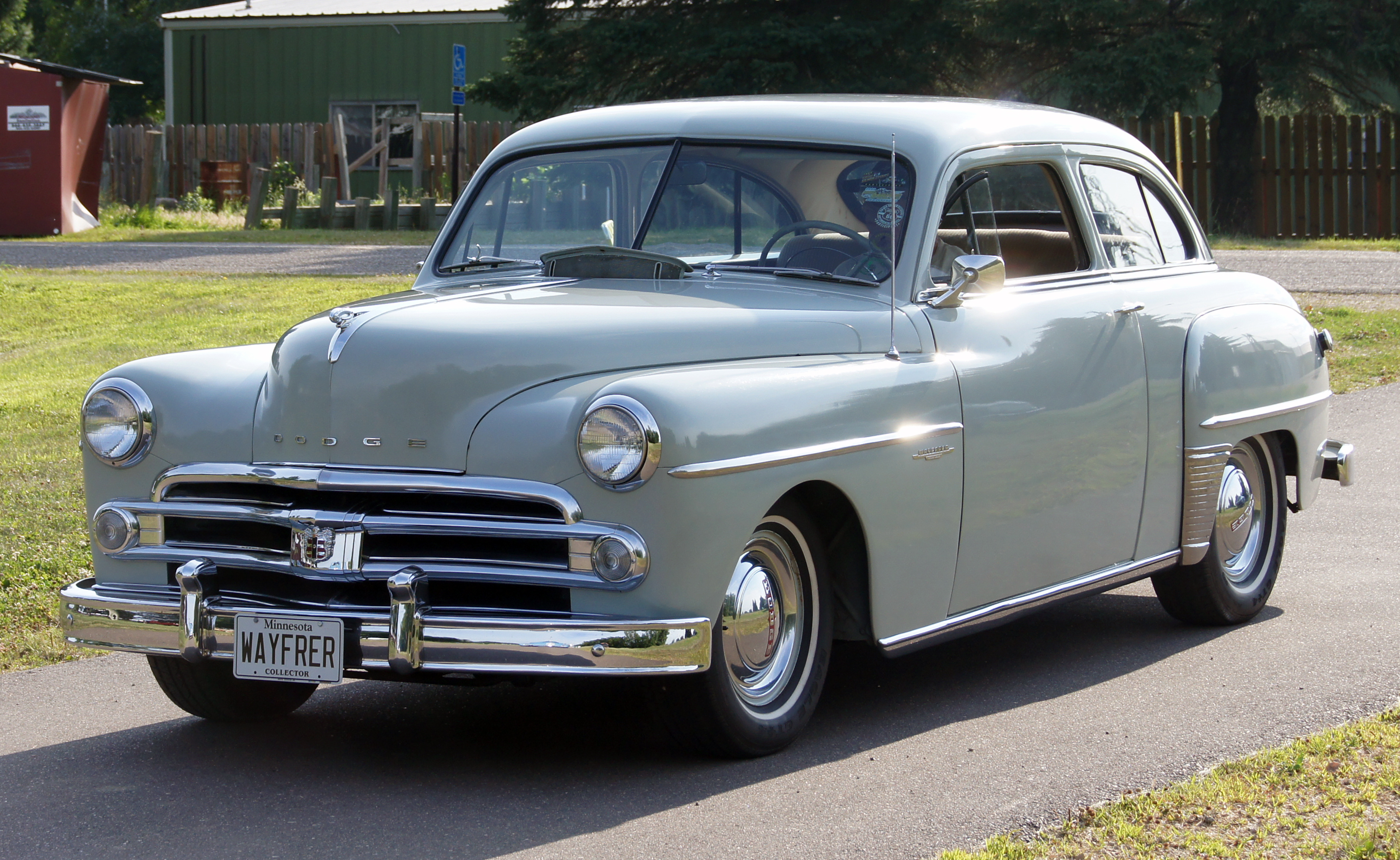
Dodge Wayfarer deux portes de 1950 à la suspension légèrement abaissée.

Pour 1950, les Wayfarer D-33 (comme pour toute la gamme Dodge) ont reçu un lifting avec une calandre plus élégante, de nouveaux pare-chocs et de nouvelles ailes arrière avec les feux arrière directement montés dessus. Au milieu de l'année, le roadster a été renommé Sportabout car Chrysler s'est rendu compte que très peu de « vrais » roadsters étaient vendus. Le Sportabout, contrairement au reste de la gamme Wayfarer, a également reçu une moulure qui s'étendait sur les portes avant. Un moteur six cylindres en ligne à un baril de 3,8 L a été installé, avec 103 ch (77 kW). Ce devait être la seule option de moteur pour toute la production de la Wayfarer.
Une grève désastreuse de 104 jours, qui a duré du 25 janvier au 8 mai, a paralysé toute la production de Chrysler cette année. Pendant ce temps, l'arrivée du cabriolet Rambler Landau signifiait une concurrence sérieuse pour le roadster. Bien qu'un peu plus cher, le nouveau Rambler était beaucoup plus complet et pouvait accueillir cinq personnes plutôt que deux. La production du coupé d'affaires a également chuté, bien que la berline ait mieux augmenté dans l'ensemble qu'en 1949. 75 403 ont été construites, composées de 65 000 berlines, 7 500 coupés et 2 903 roadsters/Sportabouts.

## 1951-1952
La Wayfarer D-41 de 1951 a reçu une mise à niveau complète, avec un nouveau capot, des nouvelles ailes avant et une nouvelle calandre à fentes en deux sections. Le pare-brise était plus grand et le tableau de bord neuf, et en dessous il y avait de nouveaux amortisseurs "Oriflow". 1951 était la dernière année où le Sportabout était disponible avec les vitres latérales amovibles. Un testeur de route de l'époque (Tom McCahill, pour Mechanix Illustrated) a atteint une vitesse de pointe de 140 km/h, et le soixante mph en départ arrêté a été atteint en 17,4 secondes.
Les modèles de l'année 1952 étaient presque identiques aux modèles de l'année 1951, Dodge ne prenant même pas la peine de séparer les chiffres des ventes annuelles. Lorsque les modèles de l'année 1952 ont été introduits, le Sportabout était répertorié avec un astérisque concernant la disponibilité, mais n'a pas été produit. Le coupé d'affaires a été abandonné en février 1952, les pénuries de matériaux dues à la guerre de Corée obligeant les constructeurs automobiles à se concentrer sur leurs modèles les plus populaires. Ainsi, seule la berline deux portes était disponible pour la plupart de la dernière année modèle de la Wayfarer. La production pour 1951 et 1952 a totalisé 78 404, dont 70 700 étaient des berlines, 6 702 coupés d'affaires et seulement 1 002 des Sportabout de 1951. Pour 1953, la "Meadowbrook Special" a été ajoutée pour remplacer la Wayfarer à l'extrémité inférieure de la gamme Dodge.

## Chrysler Wayfarer
Article principal : Chrysler Royal (Australie)
Le nom de modèle Wayfarer a également été utilisé par Chrysler Australia pour la Chrysler Wayfarer, une série de modèles de pick-up construits entre la fin de 1958 et 1960 (modèles AP2 et AP3, certains construits peut-être jusqu'en 1961) en 1 205 exemplaires. Plus tard, il y a eu un pick-up appelé " Chrysler Valiant Wayfarer ". Ce modèle a été construit d'avril 1965 jusqu'en août 1971.